# Ринальдини, Аристиде
Аристиде Ринальдини (итал. Aristide Rinaldini; 5 февраля 1844, Монтефалько, Папская область — 10 февраля 1920, Рим, королевство Италия) — итальянский куриальный кардинал и ватиканский дипломат. Апостольский интернунций в Нидерландах с 26 августа 1887 по 31 мая 1893. Апостольский интернунций в Люксембурге с января 1891 по 31 мая 1893. Субститут государственного секретариата Святого Престола с 31 мая 1893 по 14 августа 1896. Титулярный архиепископ Гераклеи Европейской с 14 августа 1896 по 15 апреля 1907. Апостольский нунций в Бельгии с 18 августа 1896 по 28 декабря 1899. Апостольский нунций в Испании с 28 декабря 1899 по 15 апреля 1907. Камерленго Священной Коллегии Кардиналов с 2 декабря 1912 по 25 мая 1914. Кардинал-священник с 15 апреля 1907, с титулом церкви Сан-Панкрацио-фуори-ле-Мура с 19 декабря 1907.